# Moulinette

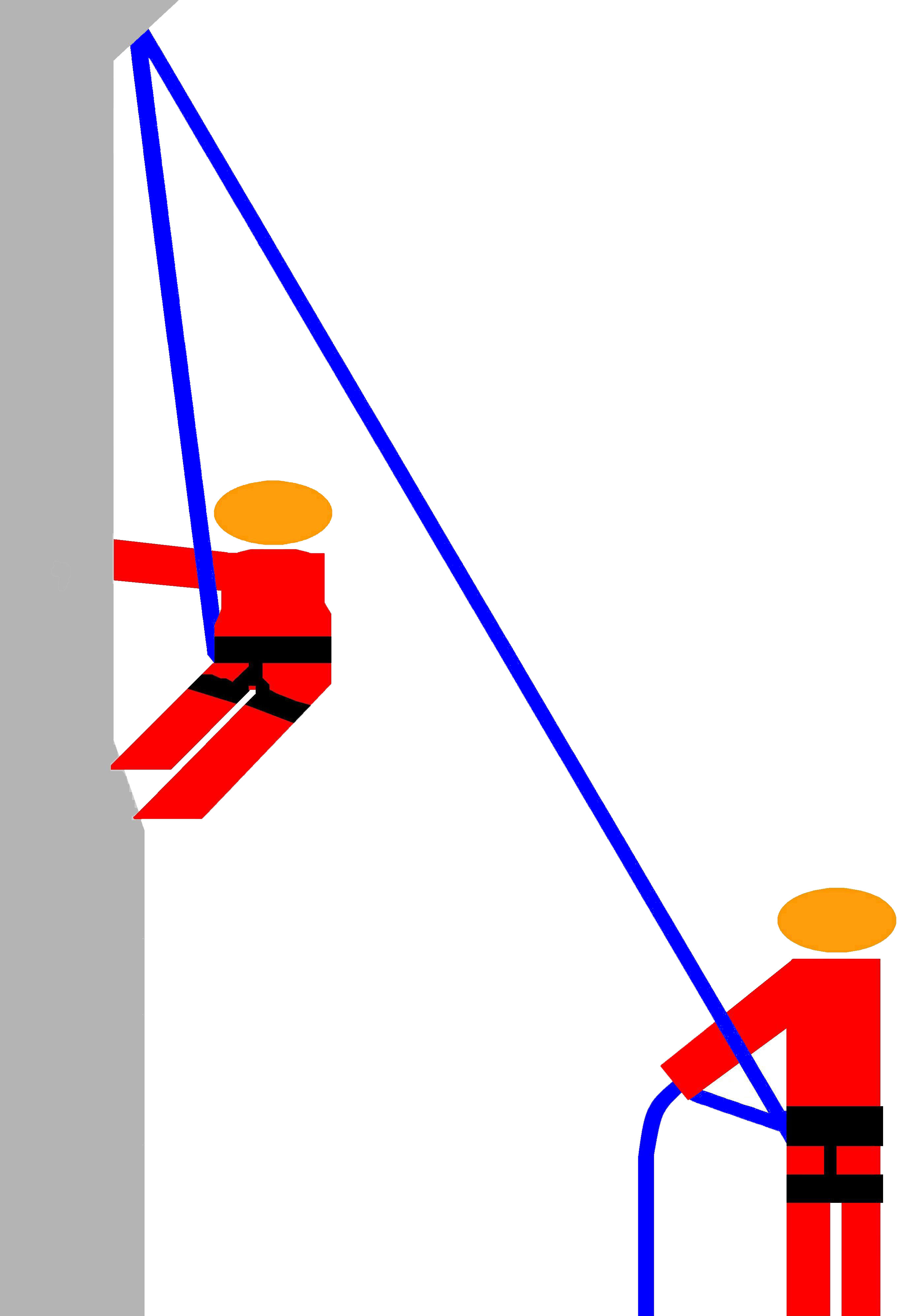
Schematizzazione della moulinette

La moulinette, chiamata anche top rope o arrampicata con la corda dall'alto è un metodo di assicurazione utilizzato in arrampicata su monotiro.
Nella moulinette la corda va dal compagno che assicura dalla base della via, alla sosta in cima alla via, per poi ridiscendere fino all'arrampicatore assicurato.
Assumendo che la via sia verticale, che l'ancoraggio sia robusto e che l'assicuratore presti attenzione, la moulinette garantisce che l'arrampicatore cada al massimo di una breve distanza e quindi possa tentare con sicurezza anche le vie più difficili.

## Utilizzi della moulinette

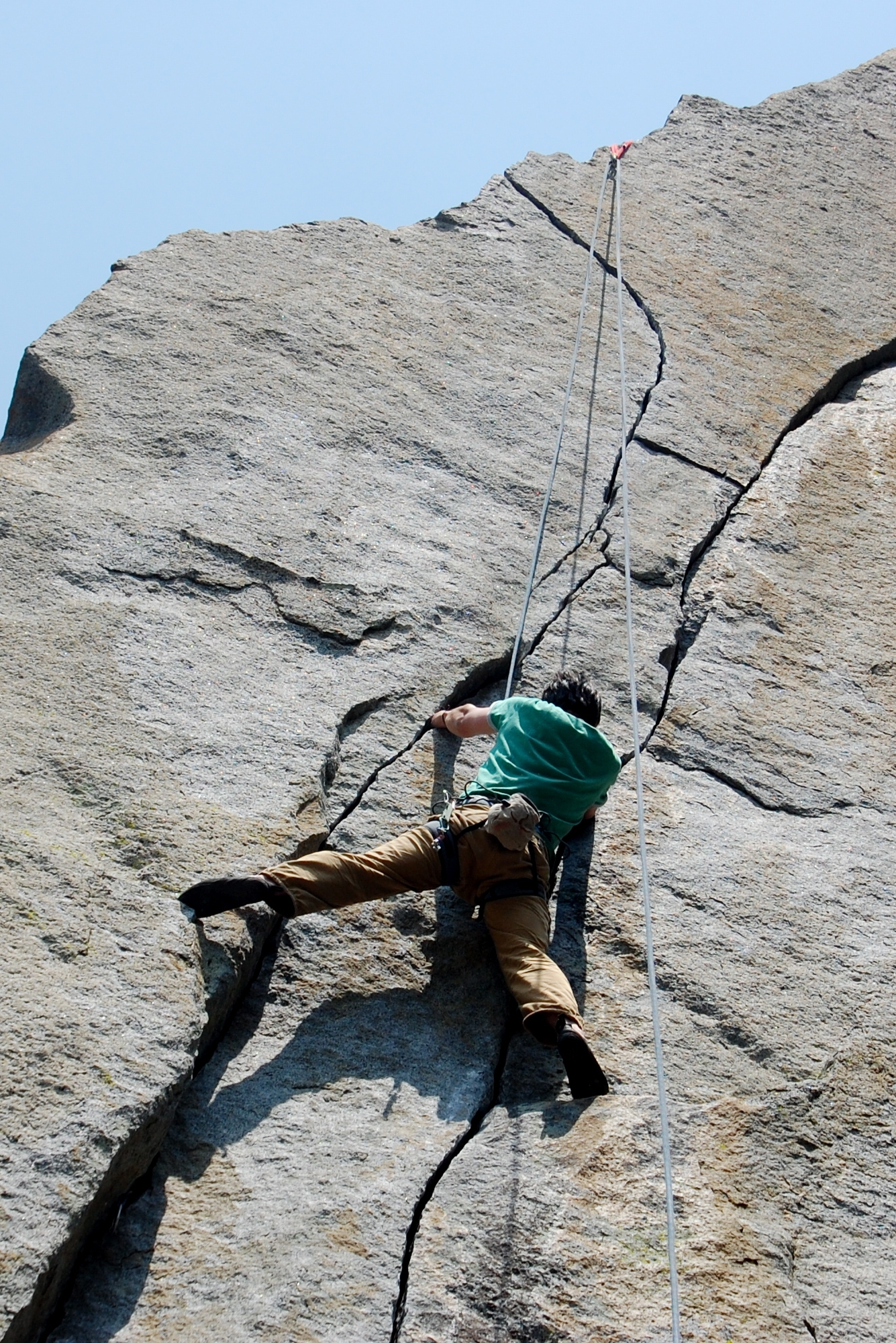
Un arrampicatore assicurato in moulinette

I casi principali in cui si utilizza l'arrampicata in moulinette sono:
- quando si prova una via al limite delle proprie capacità: alcuni arrampicatori preferiscono questo metodo di assicurazione per studiarsi la via
- quando si vuole far provare ad arrampicare qualcuno alla prima esperienza
- nella arrampicata indoor in alcune palestre è preferita all'arrampicata da primo per motivi di sicurezza
- in alcuni casi di bouldering quando il masso è troppo alto (ad esempio il 9a The Fly a Rumney)
- in alcuni siti d'arrampicata dove la roccia è troppo friabile per utilizzare gli spit

Le vie salite senza cadute ma in moulinette non sono considerate ascensioni valide. Per essere valide le vie vanno invece salite da primo di cordata, o come si dice con la corda dal basso.

## Allestimento della moulinette
Per allestire la moulinette il capocordata sale la via da primo assicurandosi posizionando dei rinvii (sistemi di sicurezza composti da due moschettoni collegati tra loro con un nastro di tessuto tecnico resistente) nei quali fa passare la corda, mentre il compagno lo assicura con un meccanismo discensore. Arrivato in sosta fa passare la corda in un anello di solito già predisposto e quindi si fa calare. A questo punto il compagno invece di sfilare la corda e ritentare da primo, utilizza la corda in moulinette.
Nel caso la sosta disponga di un anello abbastanza grande è possibile per l'arrampicatore far passare la corda in catena senza risultare mai slegato: una volta assicuratosi alla catena l'arrampicatore fa passare la corda, tenuta doppia, nell'anello. Crea un nodo ad otto con l'asola che si è venuta a creare e lo aggancia per mezzo di un moschettone a ghiera all'anello di servizio dell'imbragatura. A questo punto scioglie il nodo in vita ed estrae il capo libero dall'anello della sosta. Questa manovra, detta "manovrina", è molto pericolosa perché prevede di effettuare un nodo in parete e di slegarsi dal nodo di trattenuta effettuato all'inizio sull'imbrago. Deve essere effettuata esclusivamente da persone addestrate.

## Precauzioni
Un arrampicatore verifica diversi elementi prima di effettuare la moulinette:
- la corda deve essere lunga a sufficienza per effettuare la moulinette (la lunghezza del tiro è di norma segnalata sulle guide d'arrampicata), cioè la lunghezza della corda deve essere almeno il doppio di quella della via. Per ulteriore sicurezza deve fare un nodo al capo libero della corda per evitare lo sfilamento della stessa dal meccanismo discensore. In caso di sfilamento dal discensore l'arrampicatore è in caduta libera senza nessuna possibilità di frenata. Molti incidenti di questo tipo sono risultati mortali.
- la corda non deve scorrere su spigoli taglienti
- la corda deve sempre essere fatta passare nell'anello predisposto in catena, e mai su cordini o alberi, perché il calore dell'attrito potrebbe compromettere la corda, ed in caso di cordini potrebbe perfino arrivare a spezzare questi ultimi con conseguente caduta della persona che si sta calando.